# ماراثون سيتي (ويسكونسن)
ماراثون سيتي (بالإنجليزية: Marathon City, Wisconsin)‏ هي قرية تقع في الولايات المتحدة في مقاطعة ماراثون. يقدر عدد سكانها بـ 1,524 نسمة ومساحتها 6.27 كم2 وترتفع عن سطح البحر 392 متر.

## التركيبة السكانية
قام مكتب تعداد الولايات المتحدة بتحديد بيانات التركيبة السكانية لماراثون سيتي في تعداد الولايات المتحدة. في ما يلي، التركيبة السكانية حسب تعدادي 2000 و2010.

### تعداد عام 2000
بلغ عدد سكان ماراثون سيتي 1,640 نسمة بحسب تعداد عام 2000، وبلغ عدد الأسر 632 أسرة وعدد العائلات 448 عائلة مقيمة في القرية. في حين سجلت الكثافة السكانية 805.5 نسمة لكل ميل مربع (311.0/كم2). وبلغ عدد الوحدات السكنية 659 وحدة بمتوسط كثافة قدره 323.7 نسمة لكل ميل مربع (125.0/كم2).
وتوزع التركيب العرقي للقرية بنسبة 98.54% من البيض و 1.16% من الأمريكيين ذوي الأصول الآسيوية و 0.24% من عرقين مختلطين أو أكثر.
بلغ عدد الأسر 632 أسرة كانت نسبة 35.8% منها لديها أطفال تحت سن الثامنة عشر تعيش معهم، وبلغت نسبة الأزواج القاطنين مع بعضهم البعض 61.9% من أصل المجموع الكلي للأسر، ونسبة 6.6% من الأسر كان لديها معيلات من الإناث دون وجود شريك، وكانت نسبة 29.1% من غير العائلات. تألفت نسبة 25.2% من أصل جميع الأسر من أفراد ونسبة 9.8% كانوا يعيش معهم شخص وحيد يبلغ من العمر 65 عاماً فما فوق. وبلغ متوسط حجم الأسرة المعيشية 3.14، أما متوسط حجم العائلات فبلغ 2.58.
بلغ العمر الوسطي للسكان 36 عاماً. وكانت نسبة 26.5% من القاطنين تحت سن الثامنة عشر، وكانت نسبة 8.0% بين الثامنة عشر والأربعة وعشرون عاماً، ونسبة 30.2% كانت واقعةً في الفئة العمرية ما بين الخامسة والعشرون حتى والأربعة وأربعون عاماً، ونسبة 21.9% كانت ما بين الخامسة والأربعون حتى الرابعة والستون، ونسبة 13.4% كانت ضمن فئة الخامسة والستون عاماً فما فوق. يوجد لكل 100 أنثى 92.5 ذكر، ويوجد لكل 100 أنثى في الثامنة عشر من عمرها فما فوق 93.9 ذكر.
بلغ متوسط دخل الأسرة في القرية 44,063 دولار، أما متوسط دخل العائلة فبلغ 53,036 دولار. وكان متوسط دخل الذكور 34,180 دولار مقابل 24,191 دولار للإناث. وسجل دخل الفرد الخاص بالقرية 20,480 دولار. وكانت نسبة 1.1% من العائلات ونسبة 2.0% من السكان تحت خط الفقر، وكان من هؤلاء نسبة 0.2% تحت سن الثامنة عشر ونسبة 7.7% في الخامسة والستين من العمر وما فوق.

### تعداد عام 2010
بلغ عدد سكان ماراثون سيتي 1,524 نسمة بحسب تعداد عام 2010، وبلغ عدد الأسر 638 أسرة وعدد العائلات 447 عائلة مقيمة في القرية. في حين سجلت الكثافة السكانية 632.4 نسمة لكل ميل مربع (244.2/كم2). وبلغ عدد الوحدات السكنية 680 وحدة بمتوسط كثافة قدره 282.2 لكل ميل مربع (109.0/كم2).
وتوزع التركيب العرقي للقرية بنسبة 96.9% من البيض و 0.1% من الأمريكيين الأصليين و 1.3% من الأمريكيين ذوي الأصول الآسيوية و 0.1% من الأمريكيين الأفارقة و 0.4% من عرقين مختلطين أو أكثر.
بلغ عدد الأسر 638 أسرة كانت نسبة 31.0% منها لديها أطفال تحت سن الثامنة عشر تعيش معهم، وبلغت نسبة الأزواج القاطنين مع بعضهم البعض 56.0% من أصل المجموع الكلي للأسر، ونسبة 9.1% من الأسر كان لديها معيلات من الإناث دون وجود شريك، بينما كانت نسبة 5.0% من الأسر لديها معيلون من الذكور دون وجود شريكة وكانت نسبة 29.9% من غير العائلات. تألفت نسبة 27.1% من أصل جميع الأسر من أفراد ونسبة 14.7% كانوا يعيش معهم شخص وحيد يبلغ من العمر 65 عاماً فما فوق. وبلغ متوسط حجم الأسرة المعيشية 2.84، أما متوسط حجم العائلات فبلغ 2.39.
بلغ العمر الوسطي للسكان 43.2 عاماً. وكانت نسبة 23.2% من القاطنين تحت سن الثامنة عشر، وكانت نسبة 5.9% بين الثامنة عشر والأربعة وعشرون عاماً، ونسبة 23.5% كانت واقعةً في الفئة العمرية ما بين الخامسة والعشرون حتى والأربعة وأربعون عاماً، ونسبة 29.5% كانت ما بين الخامسة والأربعون حتى الرابعة والستون، ونسبة 17.8% كانت ضمن فئة الخامسة والستون عاماً فما فوق. وتوزع التركيب الجنسي للسكان بنسبة 47.9% ذكور و52.1% إناث.